# Барвинков
Барвинков (укр. Барвінків) — село в Белоберёзской сельской общине Верховинского района Ивано-Франковской области Украины.
Население по переписи 2001 года составляло 291 человек. Занимает площадь 3 км². Почтовый индекс — 78713. Телефонный код — 03432.